# Калинкин, Геннадий Гаврилович
Генна́дий Гаври́лович Кали́нкин (6 августа 1934, Кабаковск, Свердловская область, РСФСР, СССР — 5 сентября 2020, Волжск, Марий Эл, Россия) — советский и российский поэт, журналист, редактор, педагог, член Союза журналистов СССР и Союза писателей России. Инициатор создания и руководитель литературного объединения «Зелёная лампа» г. Волжска (Марий Эл) (с 1996). Заслуженный работник культуры Республики Марий Эл (1992). Почётный гражданин Волжска (Марий Эл) (2002). Член КПСС с 1974 года.

## Биография
Родился 6 августа 1934 года в г. Серове Свердловской области в семье рабочих.
В 1935 году вместе с родителями переехал в г. Зеленодольск Татарской АССР, в 1953 году окончил там среднюю школу № 1. В 1958 году окончил историко-филологический факультет Казанского государственного университета.
По окончании университета по направлению приехал в Марийскую республику, где в 1958—1962 годах работал литературным сотрудником редакции газеты «Волжская правда». Затем преподавал в Волжском ГПТУ № 2 и на подготовительных курсах Волжского учебно-консультационного пункта Поволжского лесотехнического института. С 1969 года — редактор радиовещания, литературный сотрудник, редактор газеты «Марийский бумажник» (Марийский бумажный комбинат).
Служил в рядах Советской армии, капитан запаса.
В 1975 году окончил университет марксизма-ленинизма Марийского обкома КПСС по направлению научного атеизма, преподавал в этом университете. Лектор Всесоюзного общества «Знание». При Казанском университете заочно окончил аспирантуру: сдал экзамены кандидатского минимума и написал диссертацию по языкознанию.
В 1984—1985 годах — заведующий кабинетом политпросвещения Волжского электромеханического завода Волжского горкома КПСС. В 1985—1994 годах — редактор газеты «Трудовая вахта» Волжского электромеханического завода.
В 1994—1998 годах работал педагогом в школах Волжска и по совместительству в различных СМИ: ответственный за выпуск газеты «Волжский экран», заведующий отделом «Городской газеты», редактор газеты Волжского городского отдела образования «Школовёнок».
Занимался и общественной деятельностью: избирался депутатом Волжского городского собрания депутатов.
Скончался 5 сентября 2020 года в Волжске (Марий Эл).

## Литературная деятельность
Писать начал с молодых лет, сначала — как журналист. Ещё школьником публиковался в газете «Зеленодольский рабочий» (ныне «Зеленодольская правда»); а студентом — в газетах «Советская Татария» и «Комсомолец Татарии». В 1963 году в Йошкар-Оле издал книгу (очерк) «Бригада бумагоделательной машины».
С 1970-х годов неоднократно участвовал в работе семинаров-совещаний молодых писателей «Литературная осень», регулярно проводимых Союзом писателей Марийской АССР.
Его стихи публиковались в коллективных сборниках, в том числе в Москве, центральных журналах («Природа и человек», «Москва»), почти во всех выпусках альманаха «Дружба» (Йошкар-Ола), газете «Марийская правда» и других изданиях. Первую книгу стихов «Откровенность» издал в 1981 году. Затем последовали поэтические книги «Половодье», «Пока есть жизнь», «За розовой далью», «А Русь по-прежнему жива», «Надежда светит впереди».
Некоторые свои газетно-журнальные публикации подписывал псевдонимом Г. Канин. Автор более 200 статей и очерков. В 1981 году вступил в Союз журналистов СССР. Долгие годы был руководителем Волжской организации Союза журналистов Марий Эл. Стал составителем документального сборника «Волжск», изданного в Йошкар-Оле в 1990 году.
В 1996 году при его активном участии в Волжске было создано литобъединение «Зеленая лампа», давшее «путёвку в жизнь» многим начинающим авторам. В это объединение вошли самодеятельные поэты и любители литературы, которые за 10 лет работы выпустили 20 изданий, в том числе, коллективные сборники «Радуга над Волжском» и «Песни на стихи волжских поэтов». У членов ЛИТО выходят литературные страницы в «Волжской правде», проводятся выступления волжских поэтов в санаториях, школах, библиотеках и других общественно-культурных местах.
Является исследователем и автором многих работ по филологии, которые публиковались, например, в учёных записках Казанского и Марийского государственных университетов. Он неоднократно участвовал на междисциплинарных научных конференциях, организуемых разными вузами.
В 1992 году ему было присвоено почётное звание «Заслуженный работник культуры МССР». В 2002 году он стал почётным гражданином Волжска. Награждён почётными грамотами Союза писателей России (2004), Министерства культуры Республики Марий Эл (2006), Благодарностью Президента Марий Эл (2004). Является лауреатом ряда литературных конкурсов, в том числе всероссийских и межрегиональных. Как активный лектор награждался почётными грамотами ЦК ВЛКСМ и правления общества «Знание» РСФСР.

## Основные произведения

### На русском языке
Далее представлен список основных произведений поэта Г. Калинкина:
- Стихи // Преображённая земля. — М., 1963. — С. 23.
- Стихи // Дружба. — Йошкар-Ола, 1975, 1977—1979, 1983—1985, 1997.
- Откровенность: стихи. — Йошкар-Ола, 1981. — 48 с.
- Стихи // Родниковый край. — М., 1985. — С. 155.
- Волжск: очерки. — Йошкар-Ола, 1990. — 144 с.
- Над городом новые зори: очерки. — Волжск, 1995. — 112 с.
- Половодье: лирика. — Волжск, 1996. — 36 с.
- Пока есть жизнь...: стихи. — Волжск, 2000. — 32 с.
- Пейзаж и родина едины: стихи. — Волжск, 2002. — 32 с.
- Светла Россия; Татарник; Ах, молодость; Гудел набатом сорок первый...: стихи // Русское слово Марий Эл. — Йошкар-Ола, 2004. — С. 161—162.
- Ожившие мгновенья: фрагменты из мемуаров // Ончыко. — 2004. — № 7. — С. 112—115.
- Ими гордится город: очерки. — Волжск, 2005. — 60 с.
- Стихи // Люблю Отчизну я. — М., 2005. — С. 83, 184.
- Стихи // Природа и человек. — М., 2006. —  № 9. — С. 78.
- За розовой далью: стихи. — Волжск, 2007. — 60 с.
- А Русь по-прежнему жива: стихи. — Йошкар-Ола: Марийское книжное издательство, 2009. — 62 с.
- Стихи // Природа и человек. XXI век. — 2014. — № 9. — С. 75.
- Надежда светит впереди: стихи. — Йошкар-Ола: РО «Союз писателей России» РМЭ, 2014. — 39 с.: ил. — ISBN 978-5-91716-311-6.

### В переводе на марийский язык
- Почеламут-влак / пер. А. Канюшкова // Ончыко. — 1962. — № 6. — С. 49.
- Онар мландыште; Чеверын, кайыккомбо-влак, чеверын!.. / перевод А. Васильева // Ончыко. — 1991. — № 6. — С. 102.
- Почеламут-влак / перевод Э. Анисимова // Ончыко. — 1997. — № 2. — С. 115—118.
- Чевер пызлан кундем; Чонаҥын лӱмэҥер: почеламут-влак / перевод В. Осипова-Ярчи // Ончыко. — 1998. — № 7. — С. 87—88.
- Ӱшан; Сӱретче; Йогын; Эҥерын ойжо...: почеламут-влак / перевод B. Осипова-Ярчи // Ончыко. — 2002. — № 7. — С. 146—148.
- Курымашлыкыш онча; Карбышев — генерал; Хатынь; Обелиск; Пырдыжысе сӱрет; Салтакын шӱгарвалне: почеламут-вл. / перевод Ю. Галютина // Ончыко. — 2006. — № 11. — С. 151—152.
- Ош тулпуш гай койын...; Ший шомакше Юлын уло; Юл балладе: почеламут-вл. / перевод Ю. Галютина-Ялзака // Ончыко. 2007. № 8. C. 74—75.

## Признание
- Заслуженный работник культуры Республики Марий Эл (1992)[3][1]
- Почётный гражданин Волжска (10 октября 2002)[1][18]
- Почётная грамота ЦК ВЛКСМ [8]
- Почётная грамота Всесоюзного общества «Знание»[8]
- Почётная грамота Союза писателей России (2004)[1][8]
- Почётная грамота Министерства культуры Республики Марий Эл (2006)[1][8]
- Благодарность Президента Республики Марий Эл (2004)[1][8]

## Память
- Фотодокументальные материалы из личного архива Г. Калинкина ныне хранятся в Волжском краеведческом музее Марий Эл.
- В сентябре 2021 года в центральной библиотеке Волжска Марий Эл состоялся вечер памяти Г. Г. Калинкина, заслуженного работника культуры Марий Эл, почётного гражданина города Волжска, члена Союза писателей России, волжского поэта, журналиста, руководителя литобъединения «Зелёная лампа».